# Johanneskirche (Kerpen)
Die evangelische Johanneskirche von 1854 in Kerpen ist eine der ältesten Diaspora-Kirchen im ehemals rein katholischen Gebiet um Köln. Sie steht unter Denkmalschutz.

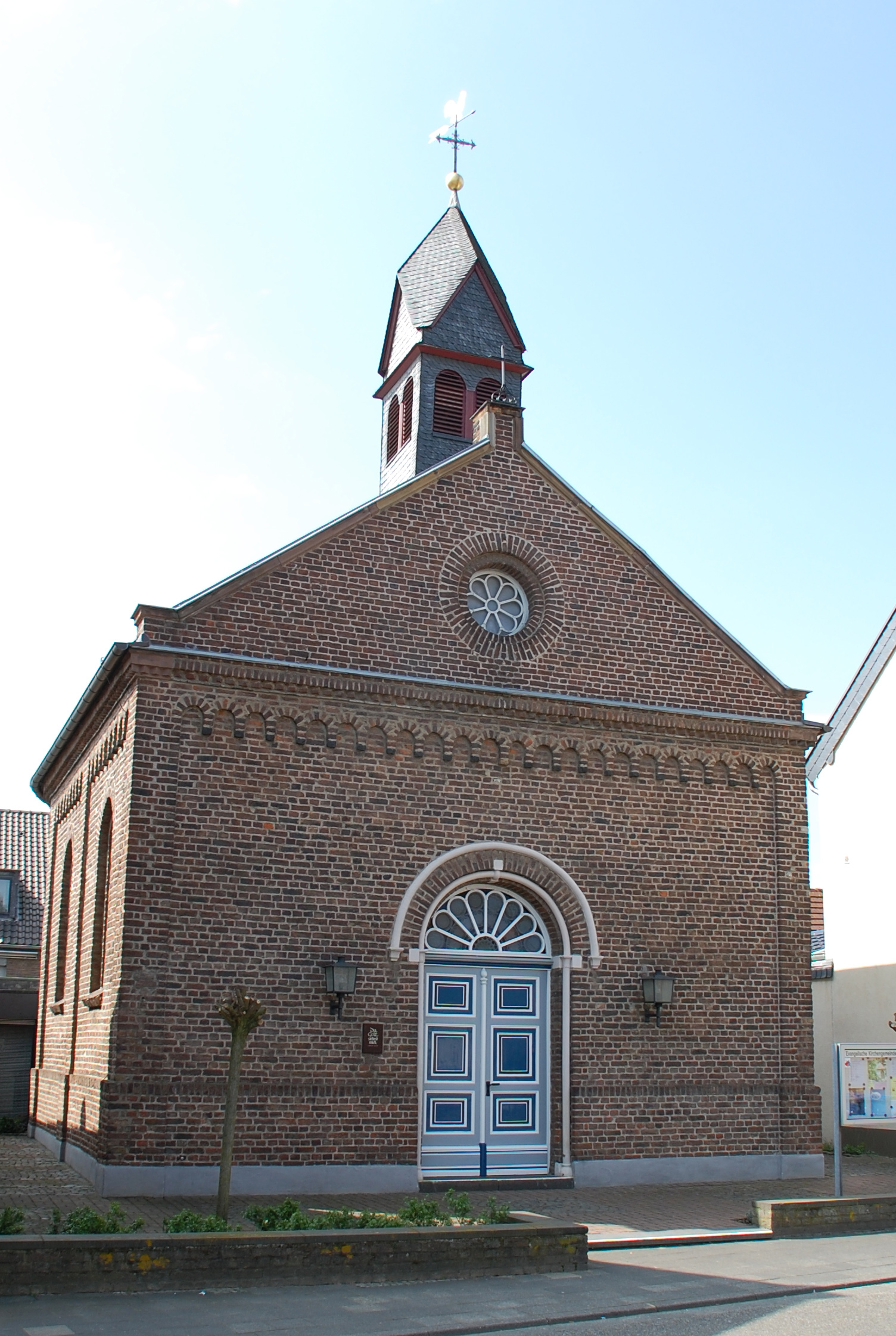
Die Johanneskirche

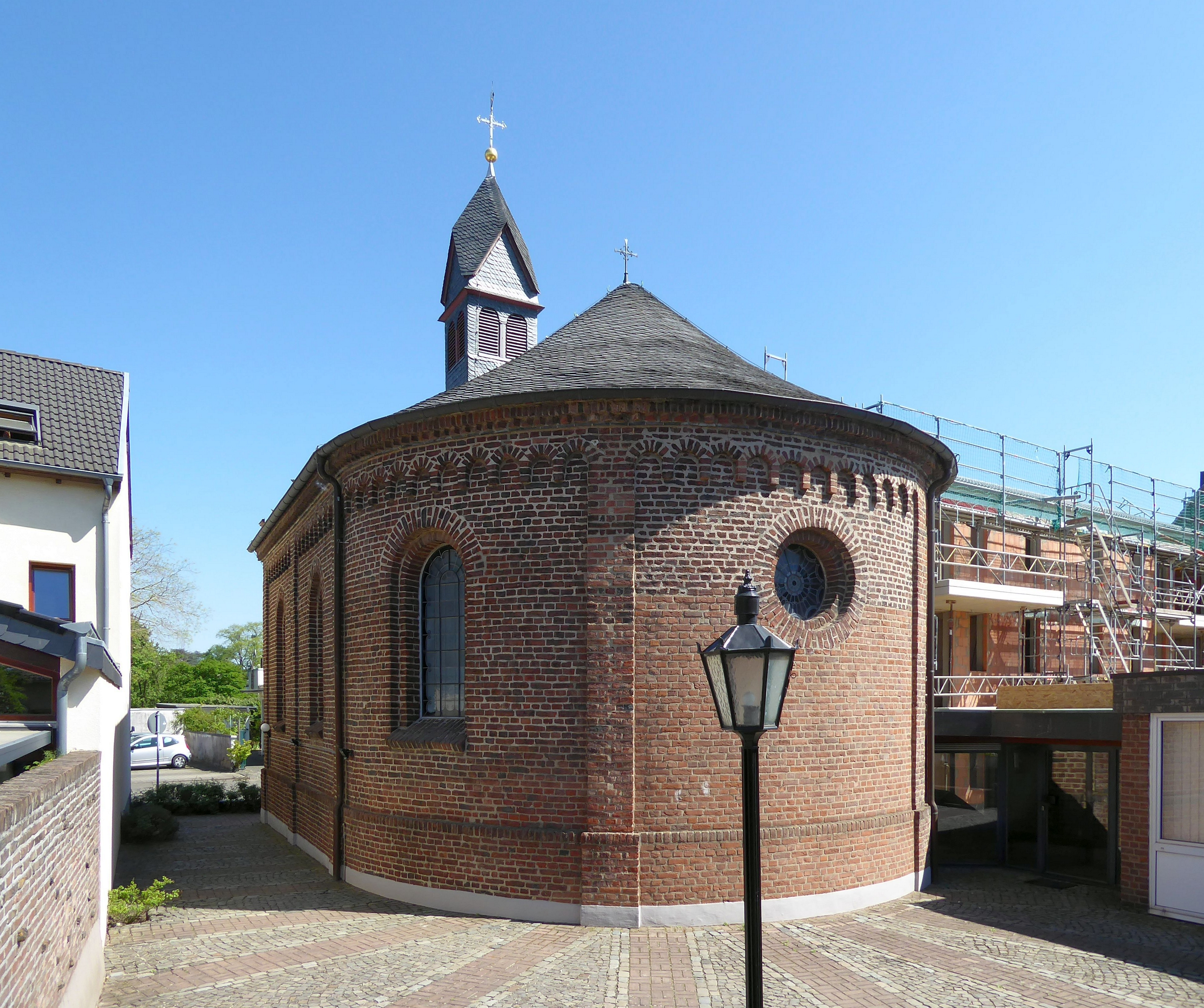
Blick zur Apsis der Kirche

## Gemeindegeschichte
Das als Enklave im Gebiet Kurkölns liegende und dem katholischen Herzogtum Brabant zugehörige Kerpen blieb bis zur Zeit Preußens rein katholisch. Erste Evangelische sind aus den Niederlanden geflüchtete verfolgte Geusen, nach deren Klompen wurde die kleine Kirche auch dat Klümpche genannt. Erst die Preußen schickten evangelische Amtsträger in ihre neu erworbenen Gebiete. So war der Bürgermeister der Bürgermeisterei Kerpen evangelisch. Zudem kam Gewerbe und Industrie auf, wie die Kerpener Strumpffabrik J.J. Heick mit evangelischem Inhaber. Gegen Mitte des 19. Jahrhunderts lebten etwa 40 Evangelische in Kerpen. Sie wurden von der Evangelischen Kirche und Gemeinde Frechen des toleranteren Herzogtums Jülich betreut. 1852 fragten einflussreiche evangelische Bürger beim Gemeinderat an, ob im Gemeindehaus alle 14 Tage ein evangelischer Gottesdienst abgehalten werden dürfe. Dies wurde in der Gemeinderatssitzung vom 3. April schroff und deutlich abgelehnt. „... Die Kerpener Bürgerschaft ist katholisch, solange Kerpen existiert und hofft, dies auch zu bleiben. Treu hat Kerpen durch all Jahrhunderte bei seinem Glauben gestanden, und Gott sei Dank! weiß man noch von keinem Abtrünnigen. Weil die Kerpener Bürgerschaft katholisch ist, muß sie auch jedes andere sogenannte reformierte Christentum verwerfen und darf und wird deshalb auch keinem fremden Glauben noch seinem Gottesdienste irgendwelchen Vorschub leisten.“ Der katholische Ortsvorsteher Schoengen, der diesen abzusehenden Beschluss nicht mittragen wollte, hatte den Vorsitz im Gemeinderat extra an seinen Stellvertreter Dominick abgegeben. Daraufhin brachte Johann Josef Heick mit Unterstützung des kurz zuvor konstituierten Gustav-Adolf-Werks (damals noch Gustav-Adolf-Stiftung) eine Spenden-Summe von etwa 2000 Talern zusammen, mit der ein eigener Kirchenbau 1853 begonnen wurde, und mit einem Gnadengeschenk von König Friedrich Wilhelm IV. über 1.000 Taler, das am 12. Juni 1854 bewilligt wurde. Die Mittel reichten für Bau und Ausstattung mit Orgel der Firma Ehrenfried Leichel aus Duisburg (1859) und zwei Stahlglocken des Bochumer Vereins. Die Kirche wurde am 9. August 1854 im Beisein des Generalsuperintendenten der Kirchenprovinz Rheinland Georg August Ludwig Schmidtborn und des Kerpener Bürgermeisters Alexander Wolff eingeweiht. Gleichzeitig wurde auch der erste Pfarrvikar für Kerpen und Bergheim, Cornelius Schwabe, in sein Amt eingeführt.
Der Kirchbezirk wurde weiterhin verantwortlich von Frechen geführt und blieb die nächsten Jahrzehnte gleich klein. Gelegentlich kamen evangelische Wandergesellen in die Kolping-Stadt. Zuwachs entstand mit der Braunkohleindustrie in den Bezirken Horrem und Brüggen. In Horrem entstand 1925 ein Kirchengebäude, ]und 1928 wurde die Kirchengemeinde Kerpen-Horrem gegründet. Sie war anfangs noch mit Frechen pfarramtlich verbunden, das heißt, der Pfarrer von Frechen war auch Vorsitzender des Presbyteriums der neuen Gemeinde. In Brüggen wurde 1937 die Lukaskirche eingeweiht. Gottesdienst fand nun vormittags in Horrem und nachmittags abwechselnd in Kerpen und Brüggen statt. Nach dem Kirchbau und dem Ende des Zweiten Weltkriegs gründete sich in Brüggen eine eigene Kirchengemeinde, die dann – bedingt durch den Kirchenkampf und die Folgen des Krieges – erst zum 1. Juli 1949 mit einer eigenen Pfarrstelle von Frechen unabhängig wurde. Sie umfasste die Ortschaften Brüggen, Balkhausen, Türnich, Mödrath, Kerpen, Blatzheim (mit Bergerhausen) und Niederbolheim. 1969 wurde der Bezirk Kierdorf eingemeindet, der bis dahin zur Kirchengemeinde Liblar gehörte. Da sich etliche Flüchtlinge aus dem Osten in Blatzheim angesiedelt hatten, ließ die Religionsgemeinschaft dort 1966 die nach dem Reformator Pommerns benannte Johannes Bugenhagen Kirche errichten. Gut 3200 evangelische Christen zählte Kerpen (zusammen mit Blatzheim), als am 1. Januar 1974 Kerpen eine eigenständige Kirchengemeinde wurde und die Gemeindebezirke Kerpen, Blatzheim, Bergerhausen und Niederbolheim aus Brüggen ausgepfarrt wurden. Die Kirchengemeinde gehört zum Kirchenkreis Köln-Süd der Evangelischen Kirche im Rheinland.

## Baubeschreibung
Die aus der Flucht des Filzengrabens etwas zurückgesetzte Kirche steht frei. Sie fällt innerhalb der Wohnbebauung aufgrund ihrer geringen Ausmaße nicht auf. Der einschiffige, giebelständig zur Straße stehende neuromanische Backsteinbau ist 12 Meter lang und 8 Meter breit. Im Westen schließt sich eine halbrunde Chorapsis an. Das Schiefer-Dach wird von einem Dachreiter mit zwei Glocken bekrönt. Die Schalllöcher spiegeln vierfach die Seitenfenster des Baukörpers wider. Der Dachreiter hat an der Spitze Kreuz, Wetterpfeil und Wetterhahn. Als äußerer Bauschmuck sind Lisenen und ein umlaufender Rundbogenfries angebracht. Die Seitenwände haben je zwei hohe Rundbogenfenster. In der Apsis belichten zwei weitere Fenster den Altarraum. Apsis und der Eingangs-Giebel weisen je ein Rundfenster auf. Eine farbige Holztür mit Kassettierung, darüber ein Halbkreisbogen mit Rosettensprossen wie im runden Giebelfenster bildet an der Ostseite zum Filzengraben den Eingang. Im Jahr 1965 wurde das alte Küster-Haus hinter der Kirche abgebrochen und an dessen Stelle ein Gemeindezentrum erbaut. 1968 erfolgte der Anbau einer Sakristei.
Das Kircheninnere ist schlicht gehalten. Im Chorscheitel findet sich – typisch für Reformierte Kirchen – hochragend die Kanzel. Die Orgel-Empore über dem Eingang wurde ursprünglich von zwei Säulen getragen. Während der letzten Renovierung in den 1990er Jahren wurde die Empore erweitert und mit einem Eisenträger gestützt.

## Ausstattung
Die Glocken der Erstausstattung wurden nach 150 Jahren 1984 ausgetauscht gegen zwei Bronze-Glocken des Glockengießers Petit & Gebr. Edelbrock.
Die Orgel von Ehrenfried Leichel wurde 2008 generalüberholt und bekam ein zusätzliches separat aufgestelltes Pedalwerk. Sie steht unter Denkmalschutz und ist wohl das einzige weitgehend erhaltene Werk Leichels.